# Stillingia bodenbenderi
Stillingia bodenbenderi är en törelväxtart som först beskrevs av Carl Ernst Otto Kuntze, och fick sitt nu gällande namn av David James Rogers. Stillingia bodenbenderi ingår i släktet Stillingia och familjen törelväxter. Inga underarter finns listade i Catalogue of Life.